# Nørre Vorupør Redningsstation

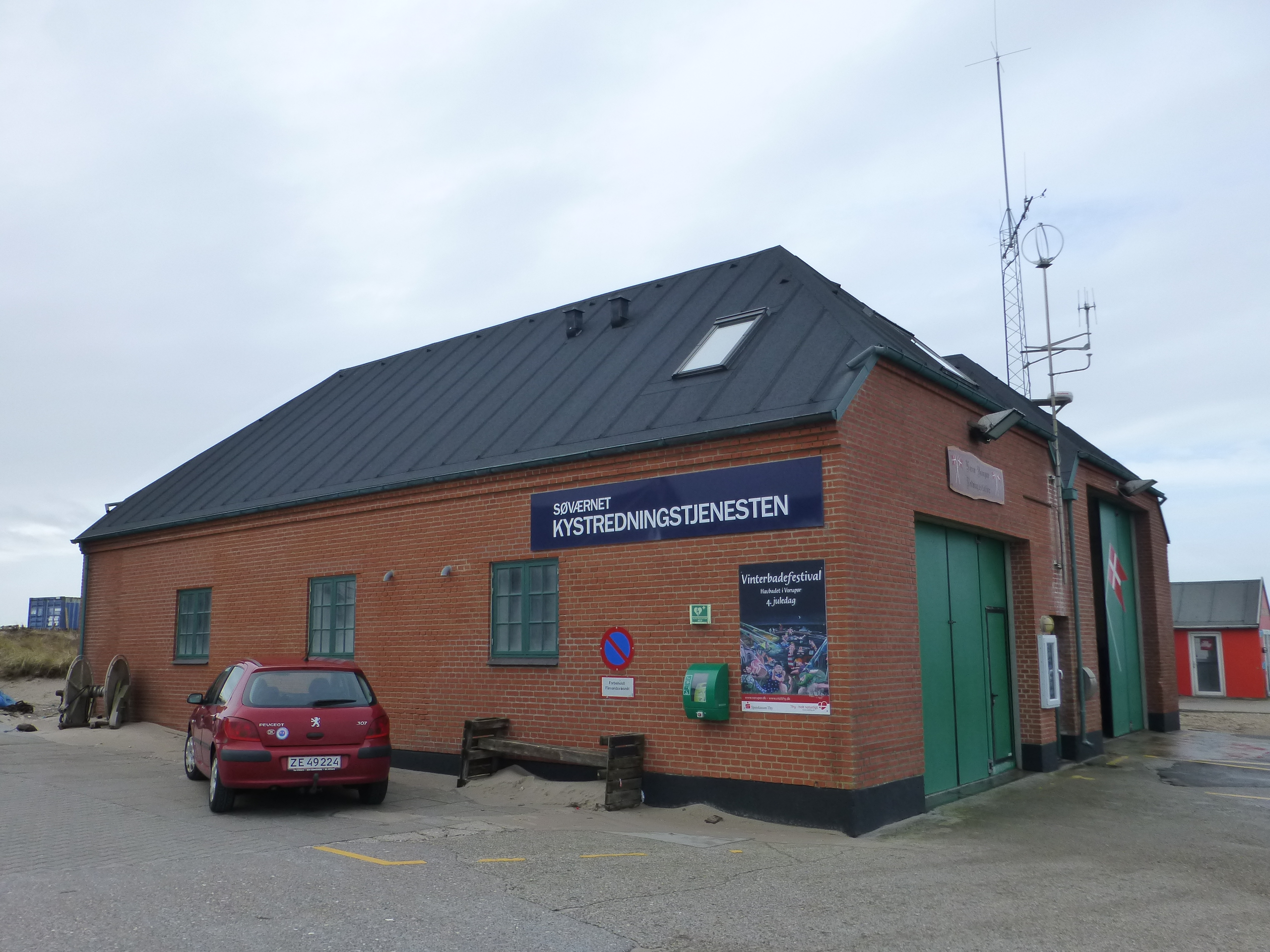
Nørre Vorupør Redningsstation

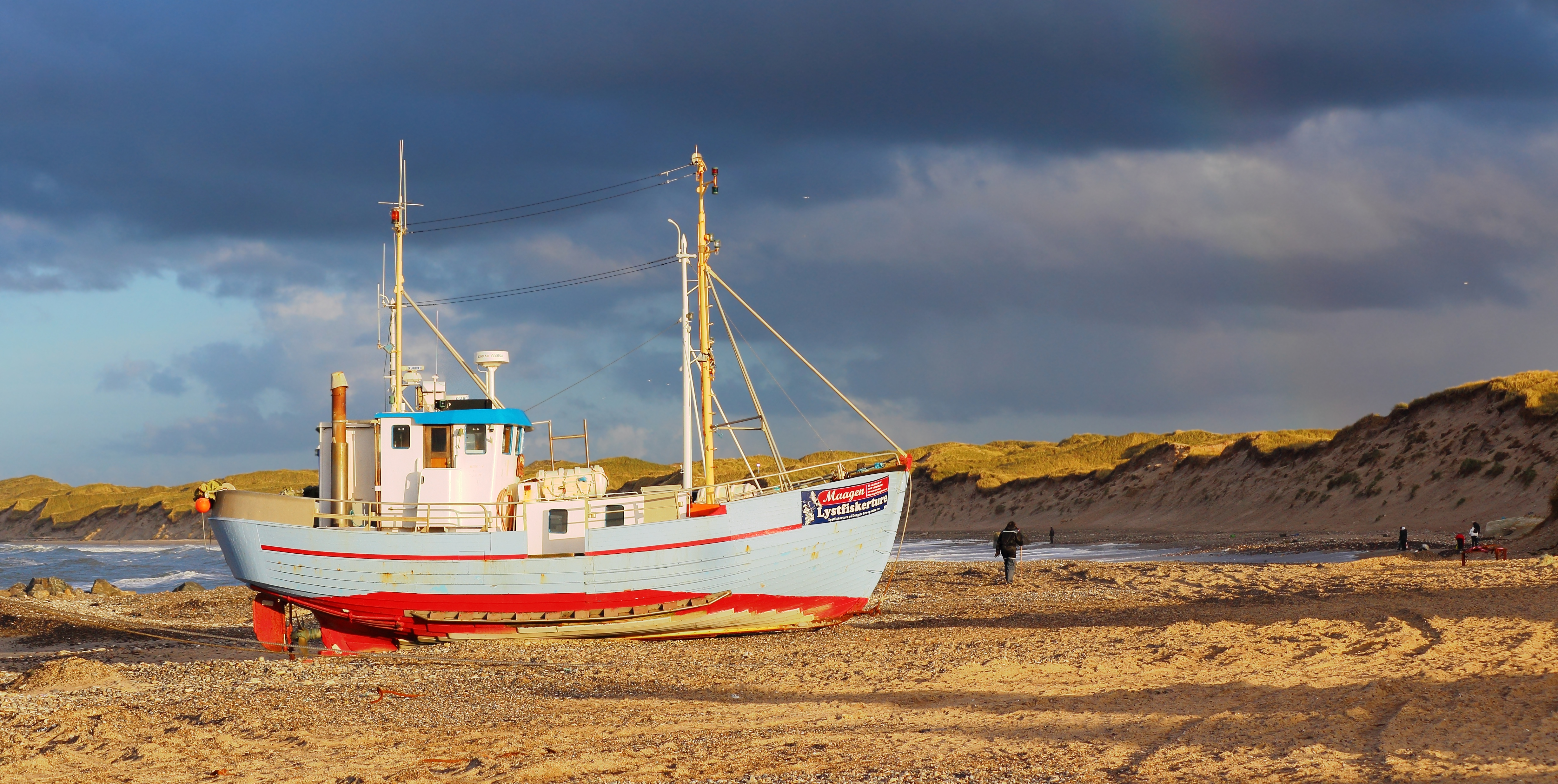
Volupør Landingsplats

Nørre Vorupør Redningsstation är en dansk sjöräddningsstation i Nørre Vorupør i Thisteds kommun vid Nordsjökustem i Nordjylland. Den grundades 1851 i samband med tillkomsten av Det Nørrejyske Redningsvæsen och drivs idag av Kystredningstjenesten under Søværnet med nio deltidsanställda.
Stationen har två räddningsbåtar: den 12 meter långa täckta MRB–31 och en 7,4 lång öppen ribbåt. Båtarna ligger på land och sjösätts på stranden på Vorupør Landingplads.